# Dayr al Aḩmar
Dayr al Aḩmar är en fornlämning i Egypten.   Den ligger i guvernementet Sohag, i den centrala delen av landet, 400 km söder om huvudstaden Kairo. Dayr al Aḩmar ligger 98 meter över havet.
Terrängen runt Dayr al Aḩmar är huvudsakligen platt, men åt sydost är den kuperad. Runt Dayr al Aḩmar är det mycket tätbefolkat, med 3 623 invånare per kvadratkilometer. Närmaste större samhälle är Sohag, 11,1 km öster om Dayr al Aḩmar. Trakten runt Dayr al Aḩmar består till största delen av jordbruksmark.